# Left Hand Path
Left Hand Path – debiutancki album szwedzkiego deathmetalowego zespołu Entombed, wydany w 1990 przez wytwórnię Earache Records.  
Materiał został nagrany i zmiksowany w Sunlight Studio w Sztokholmie w grudniu 1989. 
Tytuł albumu nawiązuje do okultyzmu i satanizmu. Pojęcie „ścieżki lewej ręki” gitarzysta Alex Hellid znalazł w książce ideologa satanizmu Antona Szandora LaVeya Biblia Szatana z 1969. Ilustrację do okładki wykonał Dan Seagrave, współpracujący także z zespołami Carnage i Dismember.
Utwór tytułowy zawiera w części końcowej motyw muzyczny zaczerpnięty ze ścieżki dźwiękowej do horroru Dona Coscarellego Phantasm z 1979 (polskie tłumaczenie tytułu: Mordercze kuleczki).
Album łączy w sobie elementy grindcore'a spod znaku Napalm Death (zespołu nagrywającego również w wytwórni Earache Records), z bardziej wyrafinowanym stylem amerykańskich zespołów death metalowych Death, Obituary czy Morbid Angel. Jason Birchmeier z serwisu AllMusic zauważa, że utwory na Left Hand Path „są dość złożone – wprawdzie trwają zaledwie kilka minut, ale nie mają jednoznacznych schematów i przeplatają się z licznymi solówkami gitarowymi, co szczególnie wyróżnia Entombed na tle ówczesnych zespołów grindcore'owych." Przede wszystkim jednak zespół, wedle słów recenzentów, „rzucił wyzwanie amerykańskim pionierom death metalu". 
Album wywarł znaczący wpływ na rozwój death metalu. Silnie przesterowane gitary w nagraniach Entombed zyskały na popularności szczególnie w kręgu szwedzkich zespołów gatunku. Płyta jest często porównywana do Dark Recollections formacji Carnage (1990) czy Like an Ever Flowing Stream grupy Dismember (1991). Wpływ na jakość dźwięku miał ten sam producent, Tomas Skogsberg. Na wszystkich trzech albumach udało mu się uzyskać soczyste, potężne brzmienie gitarowe.    
Recenzent magazynu Decibel J. Bennett zwrócił uwagę, że Left Hand Path „stał się pierwszym właściwym death metalowym albumem w Szwecji, główną inspiracją dla niezliczonych ekip death rocka i oficjalnym wprowadzeniem w świat dzikiego brzmienia gitary, które stało się legendarnym brzmieniem Entombed".
Teledysk do tytułowego utworu, nakręcony przez Kima Hansena, zawiera ujęcia z występów na żywo. W tle widoczny jest monumentalny krzyż znajdujący się na największym cmentarzu Sztokholmu, Skogskyrkogården.
Płyta zajęła 82. miejsce na liście stu najlepszych metalowych albumów wszech czasów magazynu Rolling Stone.

## Twórcy
- Lars-Göran Petrov (zm. 2021) – wokal
- Uffe Cederlund – gitara, gitara basowa
- Alex Hellid – gitara
- Nicke Andersson – perkusja, gitara basowa

## Lista utworów
1. Left Hand Path – 6:41
2. Drowned – 4:04
3. Revel in Flesh – 3:45
4. When Life Has Ceased – 4:13
5. Supposed to Rot – 2:06
6. But Life Goes On – 3:02
7. Bitter Loss – 4:25
8. Morbid Devourment – 5:27
9. Abnormally Deceased – 3:01
10. The Truth Beyond – 3:28

### Utwory dodatkowe
1. Carnal Leftovers – 3:00
2. Premature Autopsy – 4:26